# 標緻508
标致508是由法国标致汽车制造商在2010年巴黎车展上推出的一款大型家庭轿车，用以取代标致407以及更大的标致607。由于标致5系列上一代为标致505，所以508没有更直接的前代车型。508采用与第二代雪铁龙C5相同的底盘，并可以共用大部分引擎选项。两类车均可以在位于法国雷恩的工厂生产。并且由位于中国武汉的神龙汽车在中国境内销售。508轿车版长4.79米（189英寸），而508 SW（旅行车）是4.81米（189英寸）长。相比标致407，508有一个较短的前悬和更长的后排乘客的车厢。
标致雪铁龙集团在中国与东风汽车合作生产508，2012年计划在中国销售的65,000辆。该车型已于2011年8月10日在中国发布。据悉，标致预计中国将是该车型最大的市场，预期销售量几乎是在法国销量的两倍。该车型将是标致公司首次在法国以外的非欧洲国家达到如此之多的销量。

## 第一代

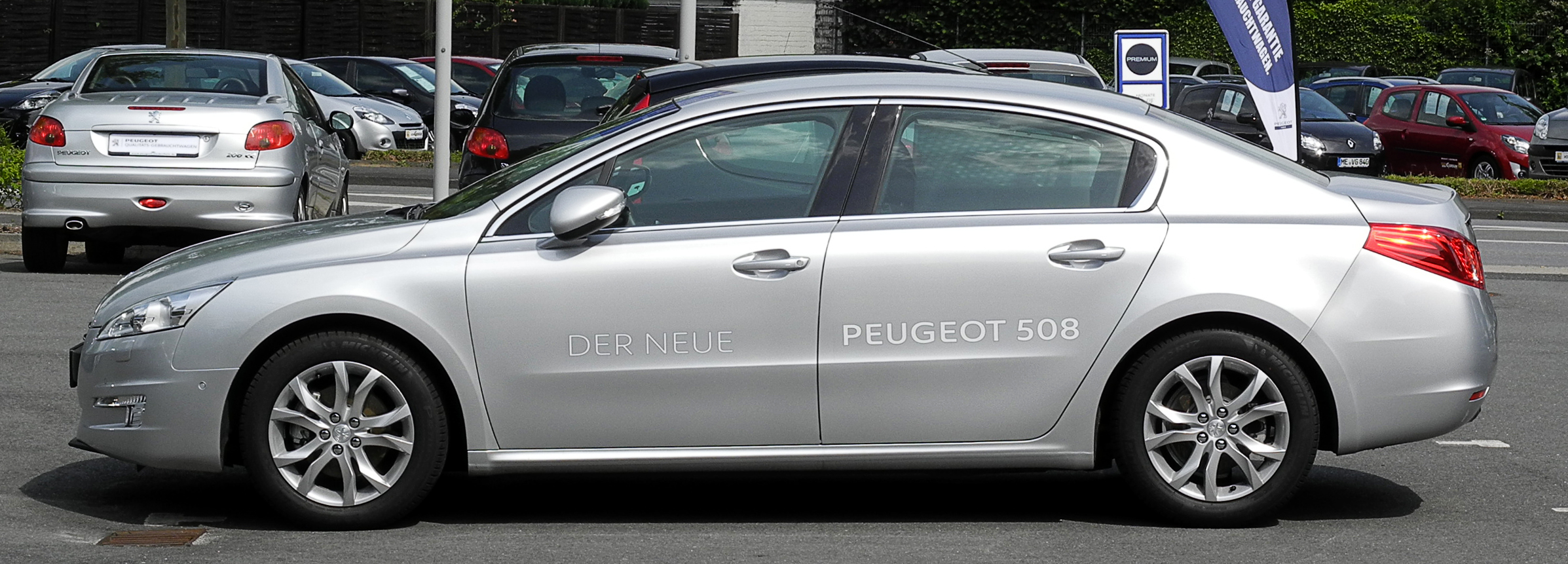
第一代標緻508側視圖

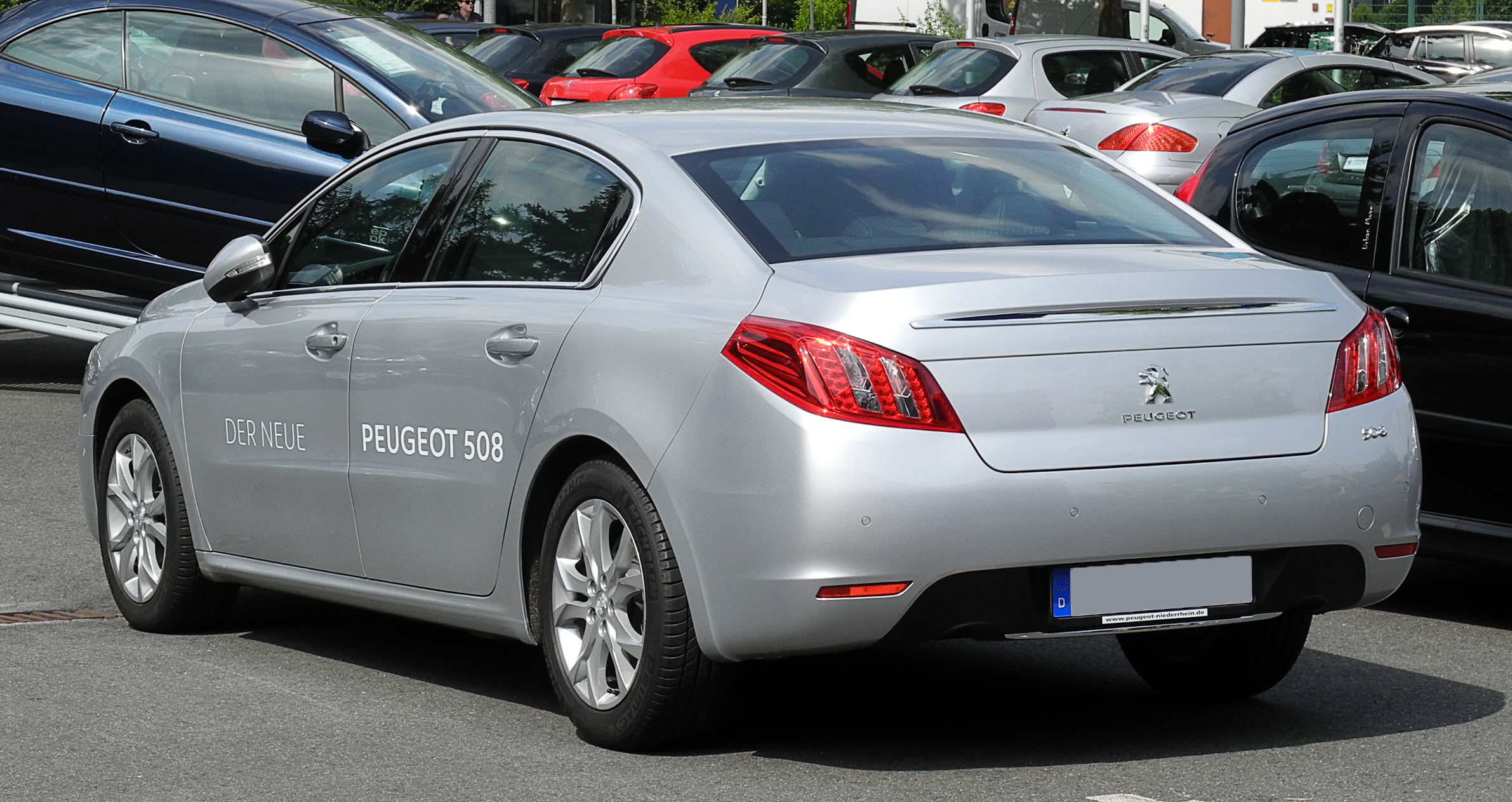
第一代標緻508後視圖

### 技术亮点
顶级的GT版车型配备了201马力（150千瓦;204 PS）的2.2升涡轮增压柴油发动机，其能提供产生458 N·M（338磅·英尺）的扭力。并配有六速自动变速箱，可通过方向盘后的拨杆或驾驶室中央的手动杆进行换挡。GT車款採用雙A臂前懸吊增強操控性，其餘車款採用麥佛遜式懸吊。轎車車款風阻係數0.25(法國稱為CX值)，旅行車車款風阻係數0.26，都是同期汽車中的優異成績。

### 安全性
508具有2011欧洲NCAP五个星的安全评级。其具体得分是：成人乘员 - 90％，儿童乘员 - 87％，行人 - 41％和安全协助 - 97％。

### 5 by Peugeot

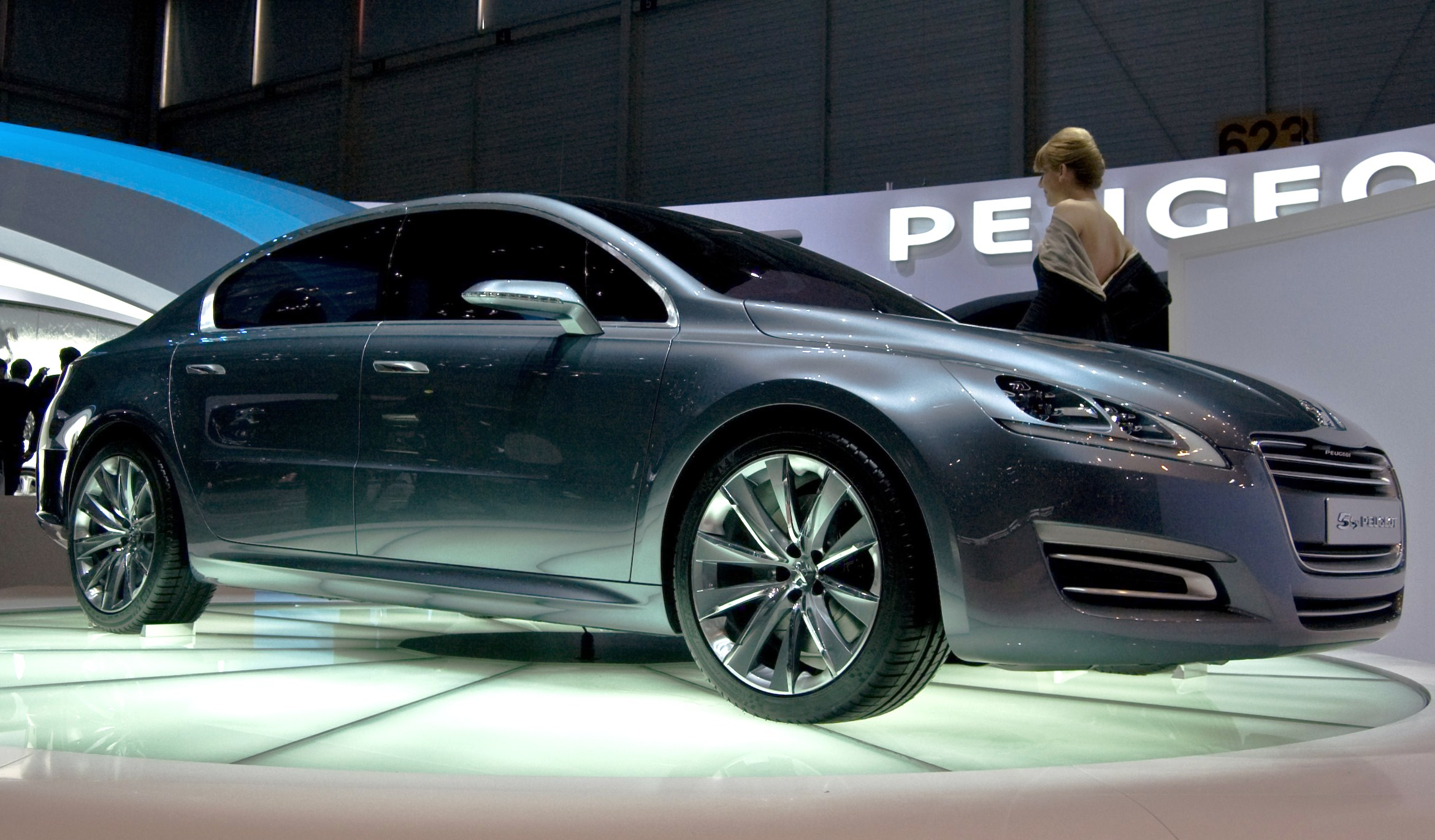
2010日内瓦车展上的5 by Peugeot。

2010年3月，标致在日内瓦车展上发布了一款被称为5 by Peugeot的混合动力概念车。该车采用未来的508轿跑车设计风格。据报道，5 by Peugeot将在2012年开始销售。
其特点是采用与标致3008 HYbrid4相同配置，其2.0 HDi柴油发动机在混合工作模式下能输出163马力，辅助电动机能同时为后轮提供额外的37马力动力，或由柴油发动机单独为四轮提供200马力的驱动力。该车二氧化碳排放量为99g/km，平均油耗只有3.8 L/100公里。

### 508 RXH

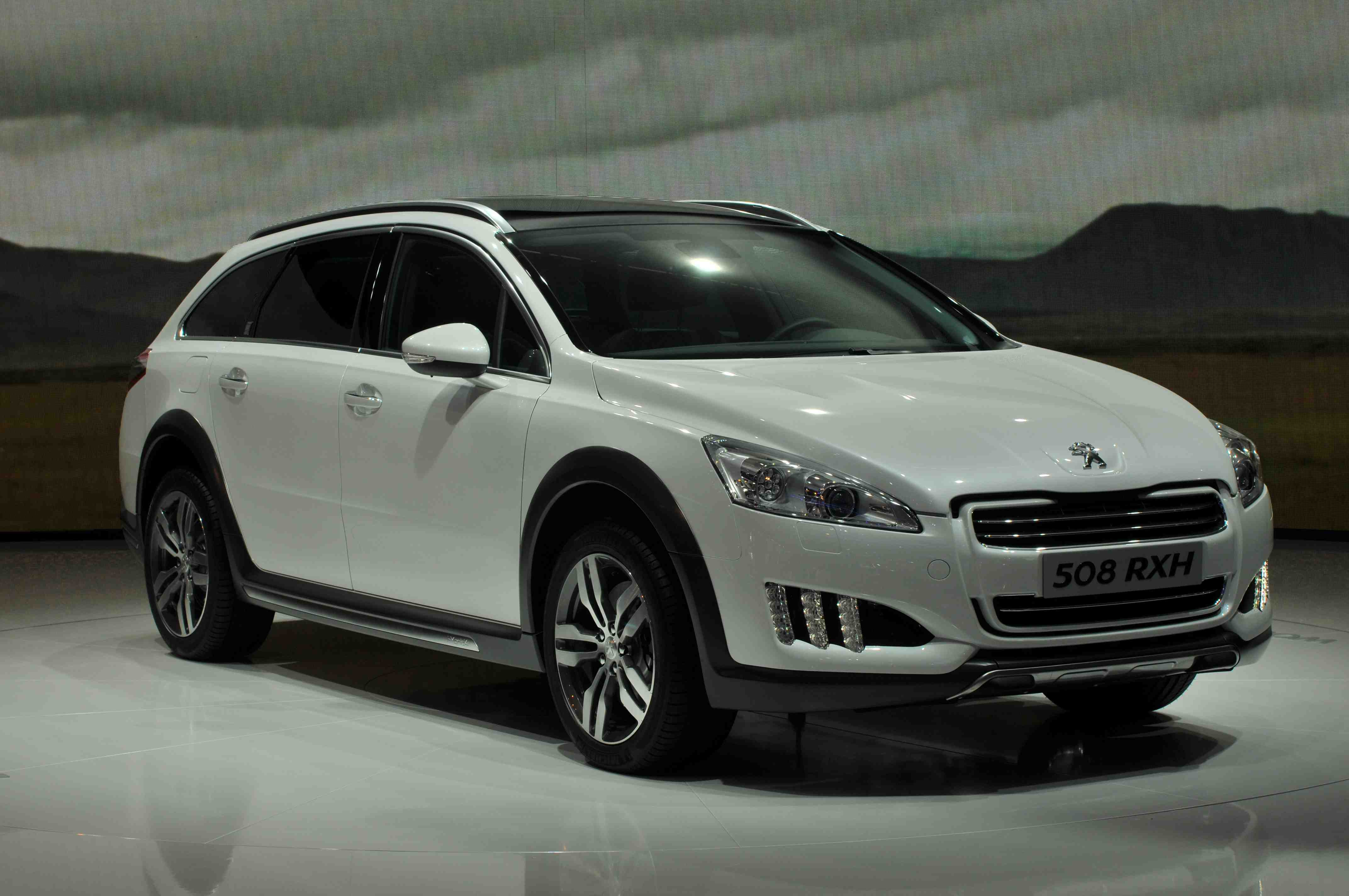
2011法兰克福车展上的Peugeot 508 RXH。

在2011年法兰克福车展标致透露了一款508外观的混合动力跨界休旅車。为了区别于其他508，RXH采用了新的喇叭形轮拱并在每侧均在用了一组新的颜色编码的3列LED前大灯。 Hybrid4动力系统结合了一个120KW的2.0升HDi FAP柴油发动机与一台28KW的电动机，油耗更低至4.2 L/100KM。 RXH预计将在2012年初发布。

### 发动机

#### 汽油发动机
1.6升 VTI (120 马力)
1.6升 THP (156 马力)
2.0升 (147 马力)
2.3升 (171 马力)

#### 柴油发动机
1.6升 HDI (112 马力)
2.0升 HDI (140 马力)
2.0升 HDI (163 马力)
2.2升 HDI (204 马力)

### 变速箱
目前508配备的变速箱有：
- 5速手动
- 6速手动
- 6速自动

## 第二代
第二代标致508于2018年3月发布。

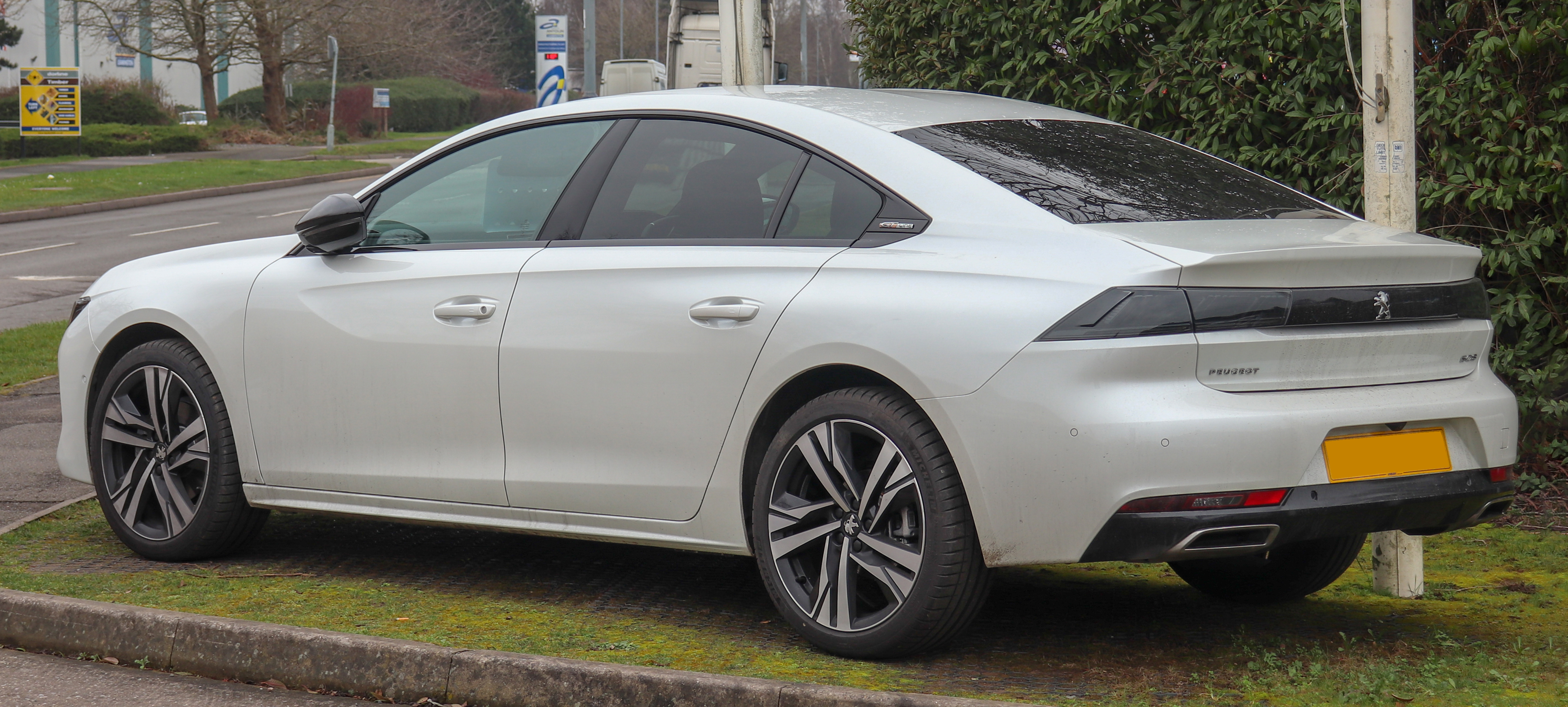
掀背版
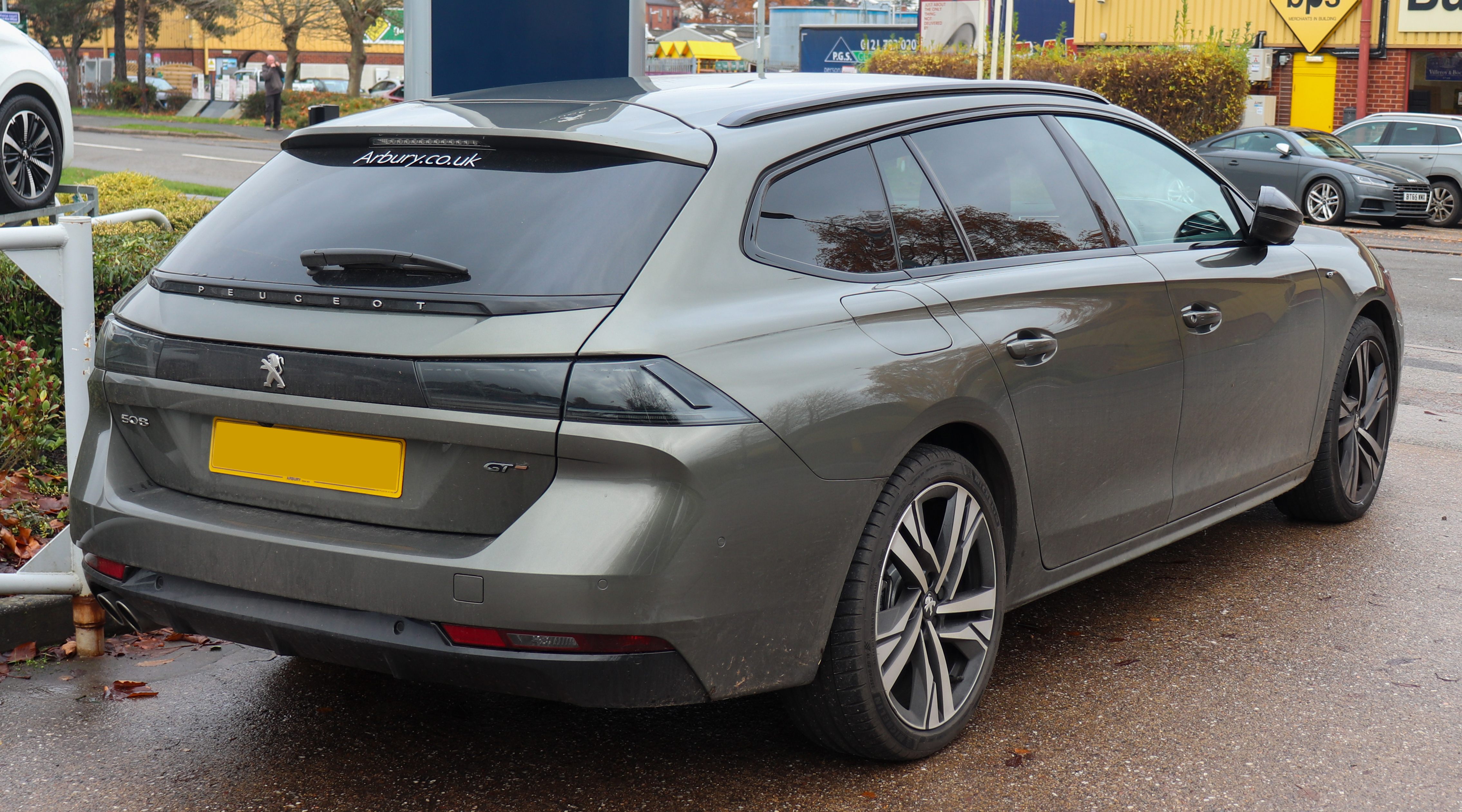
508 SW
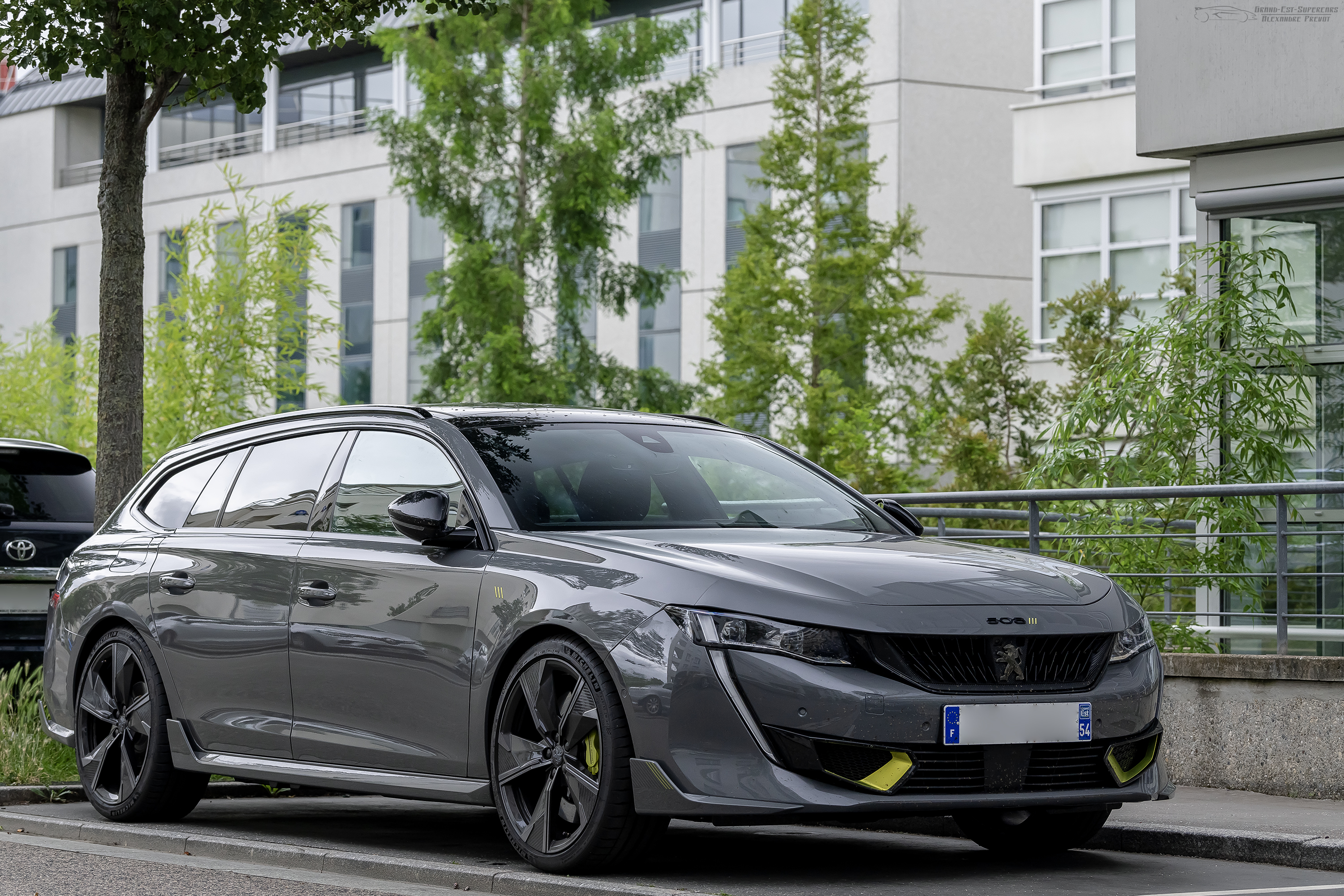
508 SW PSE
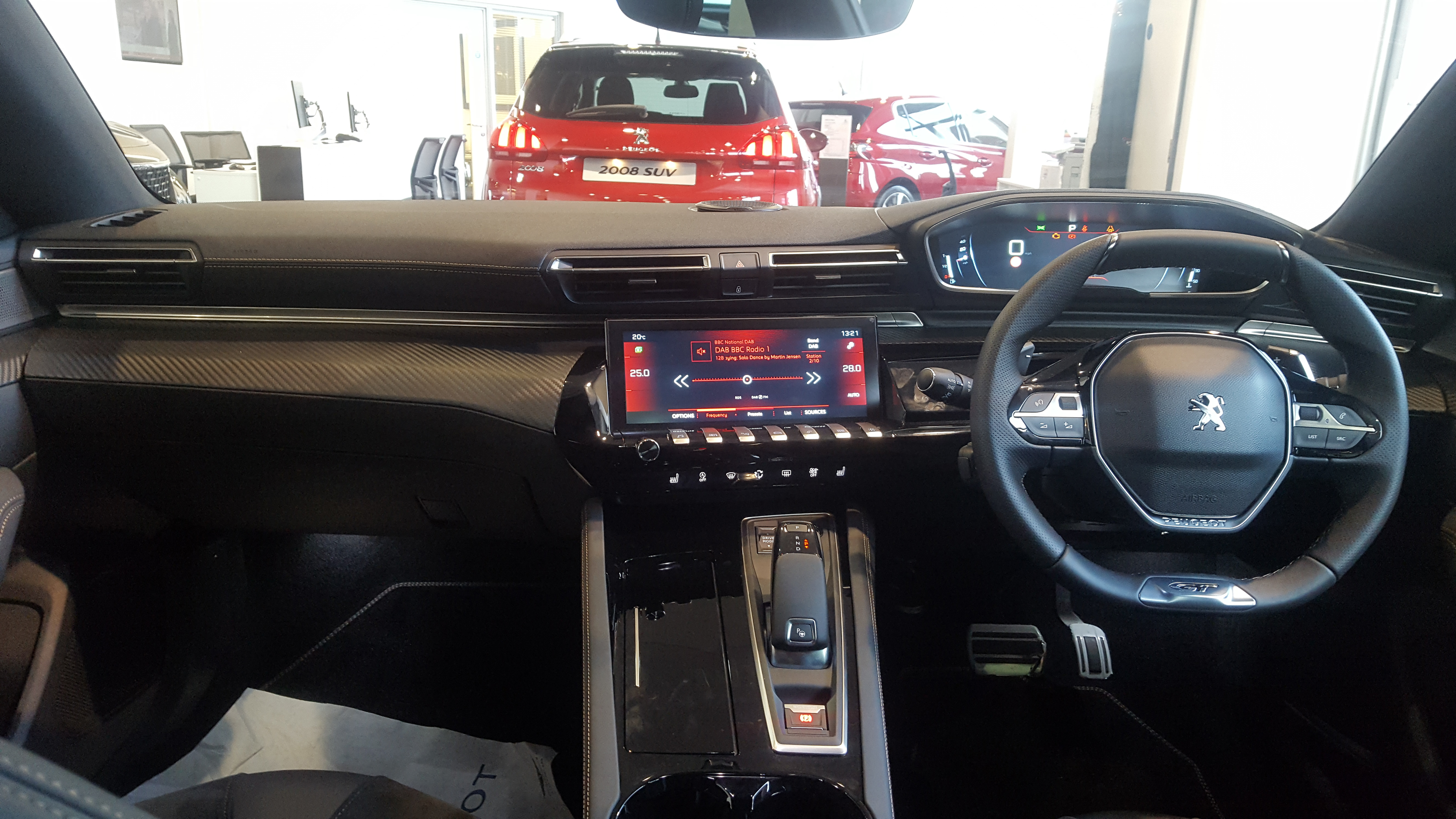
內裝

### 508L
508L為508的中國版本，於2018年廣州車展發表。508L採用轎車設計，與508的掀背設計有所不同，配備也有些許差異。

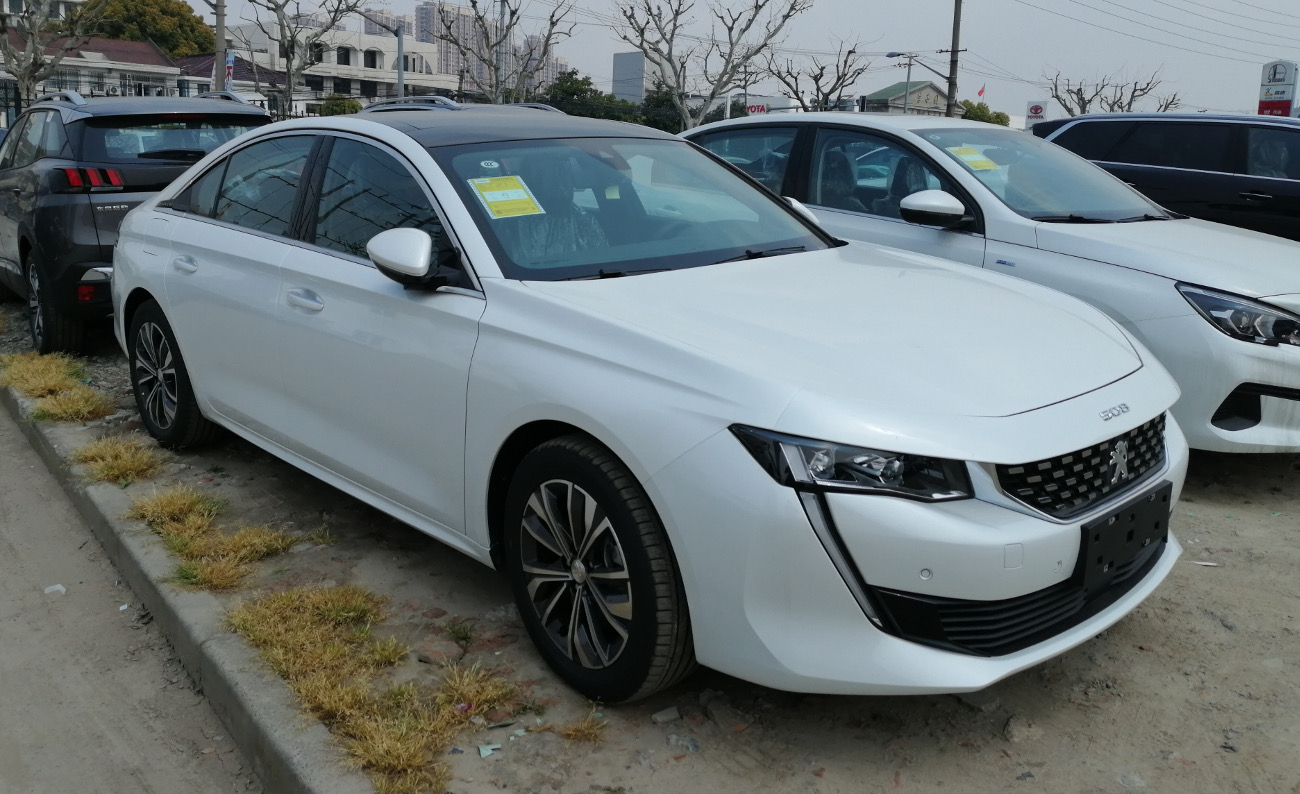
508L （中國）
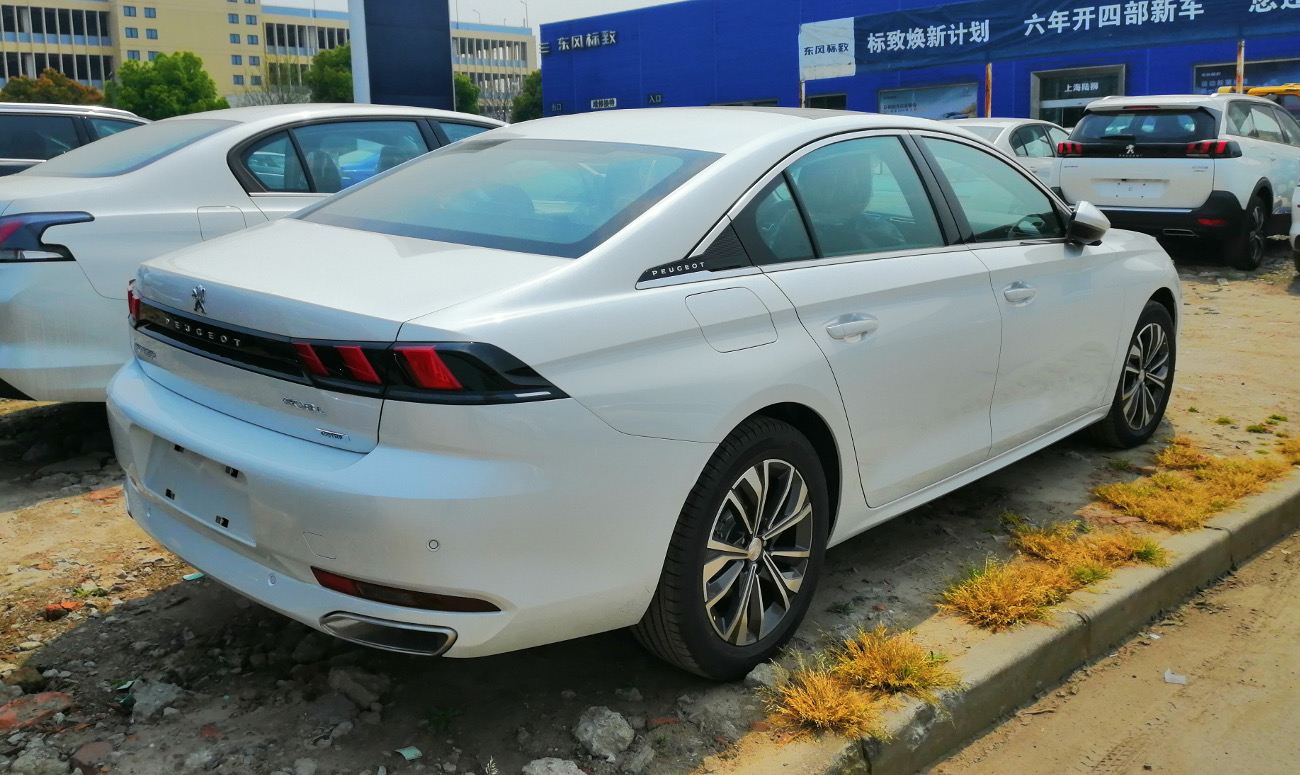
508L （中國）
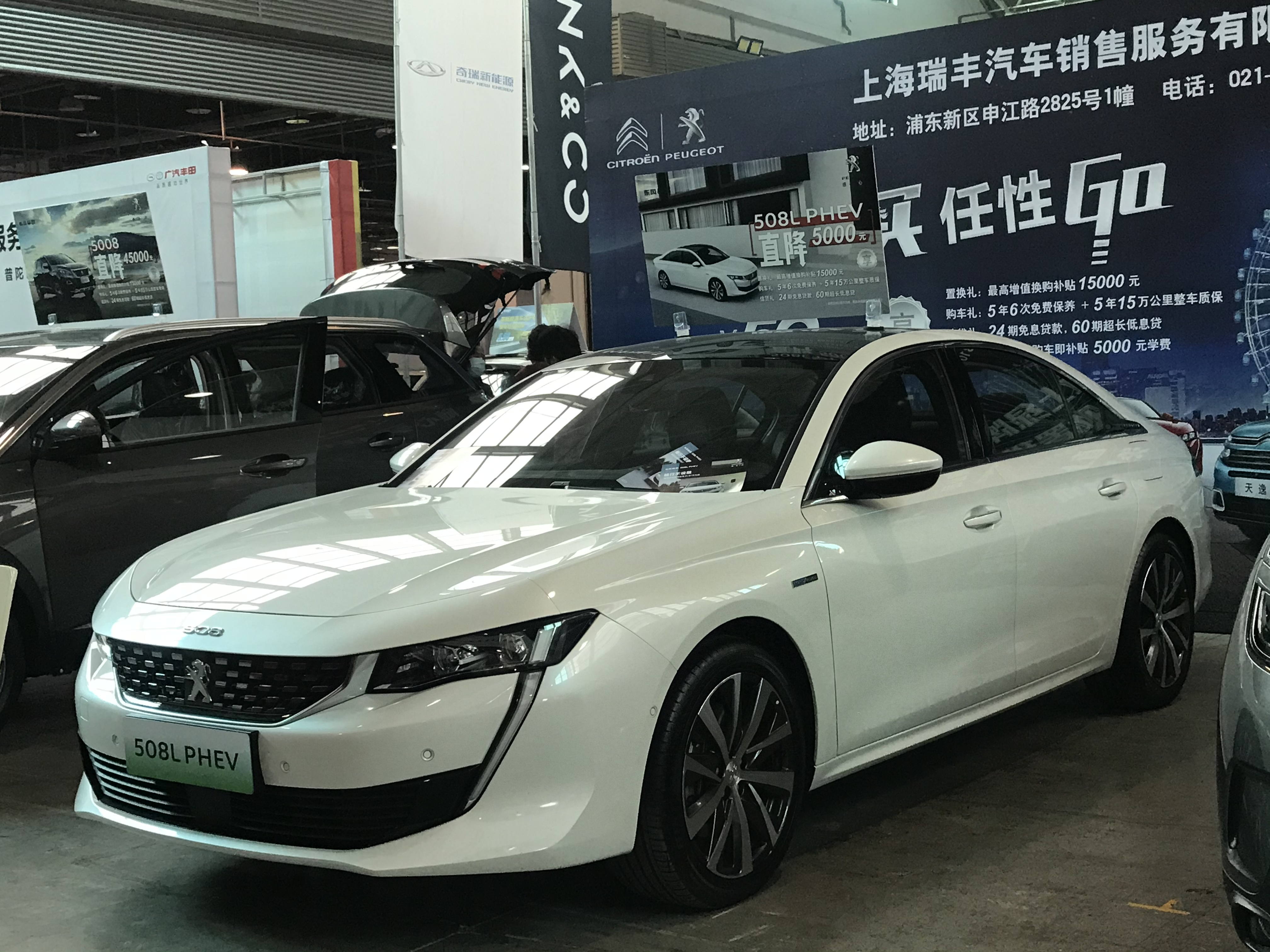
508L PHEV （中國）

### 安全
| Euro NCAP 测试成绩 | Euro NCAP 测试成绩 | Euro NCAP 测试成绩 |
| ------------------ | ------------------ | ------------------ |
| Peugeot 508 (2018) |                    |                    |
| 测试               | 得分               | %                  |
| 总分:              | 5 /5颗星           | 5 /5颗星           |
| 成年乘员:          | 36.5               | 96%                |
| 小孩乘员:          | 42.4               | 86%                |
| 行人:              | 34.5               | 71%                |
| 安全辅助:          | 10.3               | 79%                |